# Vuelta a Serbia
La Vuelta a Serbia (oficialmente: Tour de Serbie; en serbio: Trka kroz Srbiju) es una carrera ciclista profesional por etapas que se disputa en Serbia, en el mes de junio.
Su primera edición fue en 1939. Tras haber estado tradicionalmente en la categoría 2.5 (última categoría del profesionalismo) desde la creación de los Circuitos Continentales UCI en 2005 forma parte del UCI Europe Tour, dentro la categoría 2.2 (igualmente última categoría del profesionalismo).

## Palmarés
| Año       | Ganador                | Segundo            | Tercero               |
| --------- | ---------------------- | ------------------ | --------------------- |
| 1939      | August Prosenik        |                    |                       |
| 1940      | Janez Peternel         |                    |                       |
| 1941-1962 | No se disputó          | No se disputó      | No se disputó         |
| 1963      | Jozef Vávra            |                    |                       |
| 1964      | Jože Valenčić          |                    |                       |
| 1965      | Radoš Čubrić           |                    |                       |
| 1966      | Andrej Boltežar        |                    |                       |
| 1967      | Ryszard Zapała         |                    |                       |
| 1968      | Jan Vávra              |                    |                       |
| 1969      | Břetislav Souček       |                    |                       |
| 1970      | Radoš Čubrić           |                    |                       |
| 1971      | Cvitko Bilić           |                    |                       |
| 1972      | Petr Hladík            |                    |                       |
| 1973      | Cvitko Bilić           |                    |                       |
| 1974      | Jože Valenčič          |                    |                       |
| 1975      | Jiří Bartolsik         |                    |                       |
| 1976      | Jože Valenčič          |                    |                       |
| 1977      | Drago Frelih           |                    |                       |
| 1978      | Drago Frelih           |                    |                       |
| 1979      | František Kundert      |                    |                       |
| 1980      | Drago Frelih           |                    |                       |
| 1981      | Bojan Ropret           |                    |                       |
| 1982      | Dragić Borovićanin     |                    |                       |
| 1983      | Mladen Lojen           |                    |                       |
| 1984      | Gorazd Penko           |                    |                       |
| 1985      | Mikoš Rnjaković        |                    |                       |
| 1986      | Janez Lampič           |                    |                       |
| 1987      | Rajko Čubrić           |                    |                       |
| 1988      | Rajko Čubrić           |                    |                       |
| 1989      | Robert Šebenik         |                    |                       |
| 1990      | Mikoš Rnjaković        |                    |                       |
| 1991      | Mikoš Rnjaković        |                    |                       |
| 1992      | Zoran Ilić             |                    |                       |
| 1993      | Andrei Kokorin         |                    |                       |
| 1994      | Alexei Sivakov         |                    |                       |
| 1995      | Oleksandr Fedenko      |                    |                       |
| 1996      | Mikoš Rnjaković        |                    |                       |
| 1997      | Saša Gajičić           |                    |                       |
| 1998      | Robert Pintarič        |                    |                       |
| 1999      | Kjell Carlström        |                    |                       |
| 2000      | Aleksandar Nikačević   |                    |                       |
| 2001      | Saša Gajičić           |                    |                       |
| 2002      | Aleksandar Nikačević   |                    |                       |
| 2003      | Jacek Walczak          |                    |                       |
| 2004      | Koji Fukushima         |                    | Nebojša Jovanović     |
| 2005      | Matija Kvasina         | Hrvoje Miholjević  | Yuri Trofímov         |
| 2006      | Ivailo Gabrovski       | Yuri Trofímov      | Aleksandr Khatuntsev  |
| 2007      | Matej Stare            | Radoslav Rogina    | Matija Kvasina        |
| 2008      | Matija Kvasina         | Radoslav Rogina    | Eddy Ratti            |
| 2009      | Davide Torosantucci    | Žolt Der           | Ivailo Gabrovski      |
| 2010      | Luca Ascani            | Matej Mugerli      | Esad Hasanović        |
| 2011      | Ivan Stević            | Michael Rasmussen  | Matthieu Converset    |
| 2012      | Stefan Schumacher      | Sergey Rudaskov    | Alexander Prishpetniy |
| 2013      | Ivan Stević            | Piotr Kirpsza      | Patrik Tybor          |
| 2014      | Jaroslaw Kowalczyk     | Sergey Nikolaev    | Clemens Fankhauser    |
| 2015      | Ivan Savitskiy         | Sergey Pomoshnikov | Artem Topchanyuk      |
| 2016      | Matej Mugerli          | Alex Turrin        | Matija Kvasina        |
| 2017      | Charalampos Kastrantas | Luca Chirico       | Anton Ivashkin        |
| 2018      | Nicolás Tivani         | Yauhen Sobal       | Cristian Raileanu     |
| 2019      | Enrico Salvador        | Moran Vermeulen    | Alexandr Ovsyannikov  |
| 2020      | Martin Haring          | Jaime Castrillo    | Emanuel Piaskowy      |
| 2021      | Jean Goubert           | Yauhen Sobal       | Tristan Delacroix     |
| 2022      | Dawit Yemane           | Adne van Engelen   | Elia Carta            |
| 2023      | No se disputó          | No se disputó      | No se disputó         |
| 2024      | Quinten Veling         | Jaka Marolt        | Matic Žumer           |

## Palmarés por países
| País           | Victorias |
| -------------- | --------- |
| Yugoslavia     | 32        |
| Checoslovaquia | 5         |
| Polonia        | 3         |
| Eslovenia      | 3         |
| Italia         | 3         |
| Croacia        | 2         |
| Serbia         | 2         |
| Rusia          | 2         |
| Ucrania        | 1         |
| Finlandia      | 1         |
| Japón          | 1         |
| Bulgaria       | 1         |
| Alemania       | 1         |
| Grecia         | 1         |
| Argentina      | 1         |
| Eslovaquia     | 1         |
| Francia        | 1         |
| Eritrea        | 1         |
| Países Bajos   | 1         |